# Коронски манастир
Коронският манастир „Рождество Богородично“ (на гръцки: Ἱερὰ Μονὴ Κορώνης) е православен манастир в Аграфа, Гърция. Манастирската площадка се намира на около 800 метра надморска височина, върху склон, покрит с дъбови и кестенови дървета.
Манастирът се намира на източната страна на язовира „Николаос Пластирас“. Историята му датира от XII век и по-точно от 1123 година, когато е открита смятана за чудотворна икона на Богородица, която е причината за основаването на Светата обител. Основател на манастира е император Йоан II Комнин. Още с основаването си манастирът се сдобива със ставропигиален статут на императорски и патриаршески. 
Манастирът е разрушен от голямо земетресение през XVI век и веднага е възстановен от Андреас Буно. От този сграден комплекс днес е запазен само католиконът, който се подържа в отлично състояние. Иконостасът датира от началото на XVIII век и е дело на дърворезбари от Епир, като се смята за един от най-красивите в Тесалия. Стенописите са от 1739 година. Те са дело на неизвестен по име зограф. Католиконът е посветен на Рождество Богородично, принадлежи към атонския тип и е с четириъгълен триконхален купол. Зографисването на католикона следва Критската школа, отдавайки особено значение на лицата и модела на дрехите.
В манастира кипи буден духовен и народен живот по време на османското владичество. Въстанието на Дионисий Философ (Скилософ) през 1600 година дава повод на османците да обвинят монасите в помагачество на въстаниците, но манастирът е опазен. В манастира през XVIII век е функционирало килийно училище с по-високо образователно ниво, където са преподавали видни личности като Анастасий Гордиос и Свети Козма Етолийски. Втората световна война и Гражданската война в Гърция водят до запустяване на манастира, който е тежко засегнат от водените в съседство бойни действия. През 1967 година манастирът остава без монаси, след като умира игуменът му. През XXI век манастирът е възстановен.
Манастирското бартство отбелязва тържествено на 8 септември Рождеството на Дева Мария, на което е посветен католиконът, и на 4 декември почита паметта на Свети Серафим, архиепископ на Фанари.